# 세인트키츠 네비스의 재외공관 목록

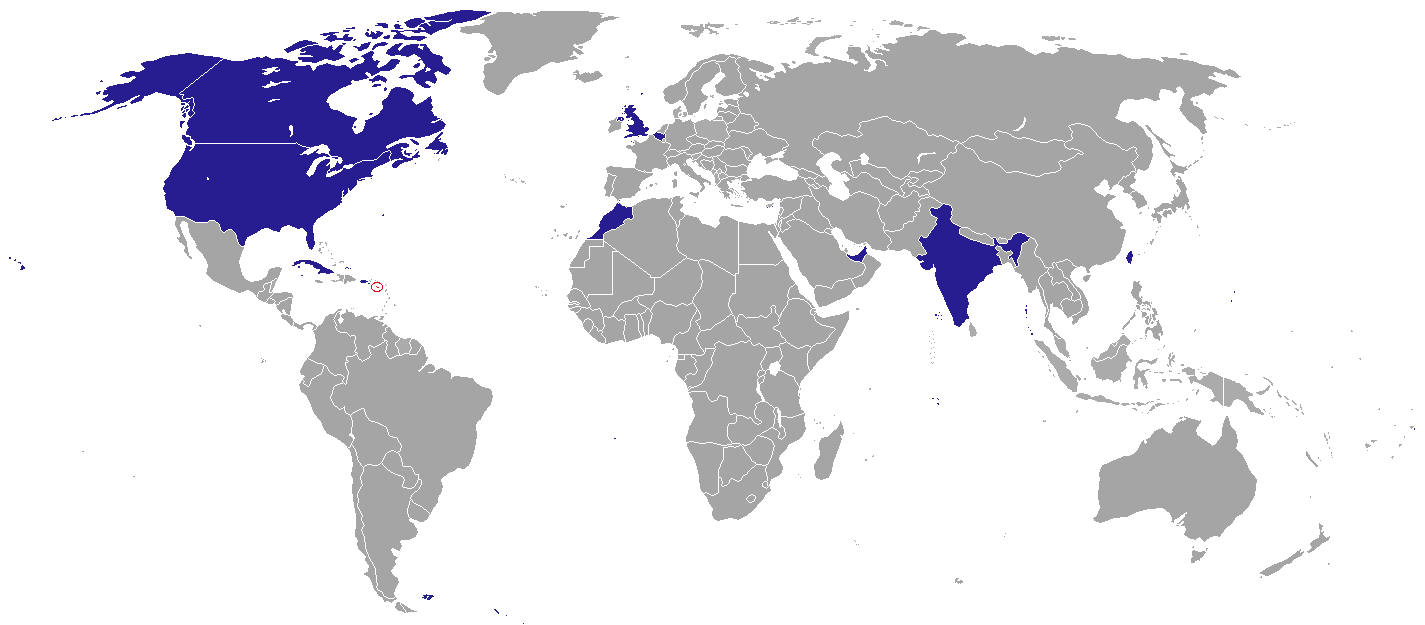
각국에 설치된 세인트키츠 네비스 재외공관들

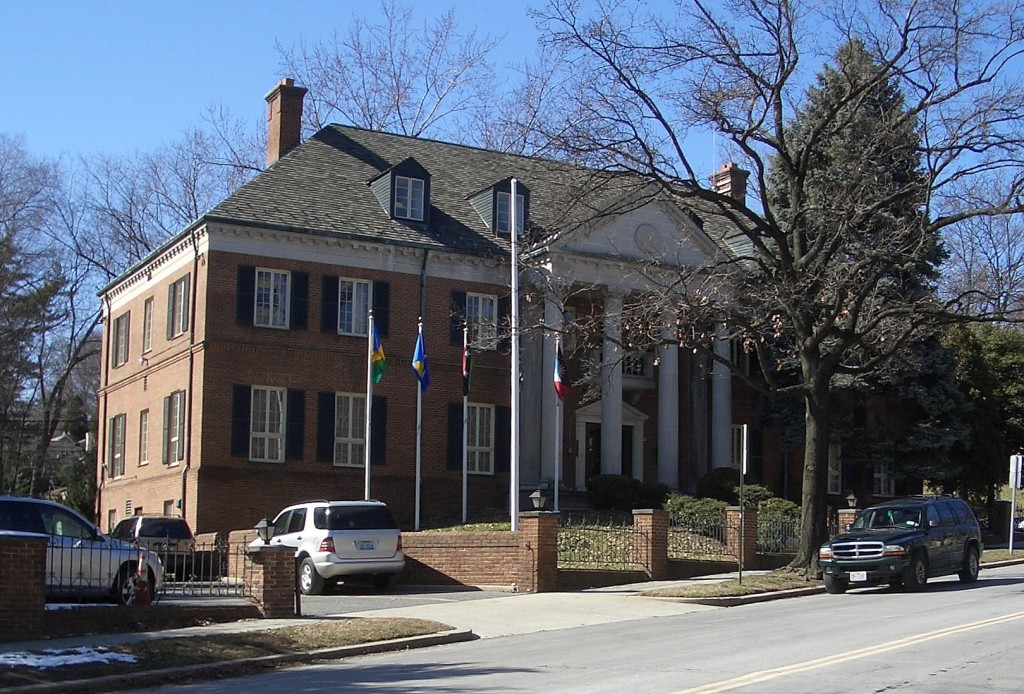
워싱턴 D.C. 주재 세인트키츠 네비스 대사관

세인트키츠 네비스의 재외공관 목록은 세인트키츠 네비스 주재 대사관과 고등판무관 사무소를 각국에 상주시켜 놓는 것을 의미하며, 세인트 키츠네비스의 재외공관을 나열한 목록이다.

## 아메리카
- 미국 : 워싱턴 D.C. (대사관), 뉴욕·로스앤젤레스 (총영사관)
- 쿠바 : 아바나 (대사관)
- 자메이카 : 킹스턴 (고등판무관 사무소)

## 아시아
- 중화민국 : 타이베이시 (대사관)
- 아랍에미리트 : 두바이 (총영사관)

## 유럽
- 벨기에 : 브뤼셀 (대사관)
- 영국 : 런던 (고등판무관 사무소)

## 대표부
- UN 세인트키츠 네비스 정부 대표부 : 뉴욕
- EU 세인트키츠 네비스 정부 대표부 : 브뤼셀